# Округ Ламојл (Вермонт)
Ламојл (енгл. Lamoille County) је округ у америчкој савезној држави Вермонт.

## Демографија
По попису из 2010. године број становника је 24.475, што је 1.242 (5,3%) становника више него 2000. године.
| Група             | 2000.          | 2010.          |
| Белци             | 22.481 (96,8%) | 23.427 (95,7%) |
| Афроамериканци    | 76 (0,3%)      | 149 (0,6%)     |
| Азијати           | 87 (0,4%)      | 125 (0,5%)     |
| Хиспаноамериканци | 180 (0,8%)     | 322 (1,3%)     |
| Укупно            | 23.233         | 24.475         |